# Georges Eekhoud
Georges Eekhoud (Anversa, 27 maggio 1854 – Schaerbeek, 29 maggio 1927) è stato uno scrittore belga.
Era fiammingo di nascita ma di espressione francofona, come prima di lui già Maurice Maeterlinck, Émile Verhaeren o Georges Rodenbach. Ciò nonostante, non rinnegò mai la sua ascendenza fiamminga: in tarda età ebbe anzi ad esprimere rammarico per non aver potuto scrivere nella lingua dei suoi avi.

## Vita
Allevato in una famiglia borghese, inizia i suoi studi a Mechelen (Malines) e li prosegue in Svizzera. Attento al movimento letterario parigino, lo si vede a Médan da Émile Zola. Allaccia anche dei legami d'amicizia con Paul Verlaine. Stabilitosi a Bruxelles nel 1880, Eekhoud diventa redattore del quotidiano L'Étoile belge ed incontra i fondatori della Jeune Belgique, rivista alla quale partecipa attivamente.
È nel 1883 che appare il suo primo romanzo Kees Doorik, Scène de Polder. Il suo eroe è già uno di quei reietti ai quali lo scrittore voterà tutta la sua simpatia. In Kermesses e soprattutto in La Nouvelle Carthage, Eekhoud afferma il suo credo sociale, un interesse estetico per i diseredati ed un odio per la borghesia. Resta fedele alla definizione che ne dà Gustave Flaubert: «Io chiamo borghesia tutto ciò che è de bas». Si ricorda anche delle parole di Charles De Coster che fu il suo docente alla École militare: «Vois le peuple, le peuple partout! La borghesia è la stessa ovunque». Tali opinioni lo portano a lasciare la Jeune Belgique per unirsi al gruppo del Coq rouge. Nello stesso periodo, si lamenta delle idee dell'avvocato Edmond Picard, massone, primo senatore socialista e anche un antisemita violento.
Così, partecipa nel 1892 alla fondazione de l'Art social con Camille Lemonnier, Verhaeren e dei leader socialisti come Emile Vandervelde. Realizza anche la parte letteraria di un Annuario per la Sezione d'arte della Casa del Popolo.
Nel 1899 pubblica il suo romanzo Escal-Vigor, facendo scandalo come primo romanzo in letteratura francese belga a trattare apertamente il tema dell'omosessualità.
Tuttavia, vedere in Eekhoud un autore naturalista manicheo è tanto riduttivo quanto etichettarlo come scrittore "regionalista" o pittore dell'omosessualità maschile. È dimenticare che egli è prima di tutto un esteta dai gusti paradossali, un poeta lirico che eccelle nell'evocazione dei porti e delle folle:
«All'orizzonte, alcune vele fuggivano verso il mare, dei fumaioli delle vaporiere déployaient, sul grigio lattiginoso e perlato del cielo, de longues banderoles moutonnantes, simili a degli esiliati che agitano i loro fazzoletti, in segno d'addio, anche longtemps qu'ils sont en vue des rives aimées. Des mouettes éparpillaient des vols d'ailes blanches sur la nappe verdâtre e blonde, aux dégradations così dolci e così subtiles qu'elles désoleront éternellement les marinistes.» (La Nouvelle Carthage)
Massone, fu membro del Grande Oriente del Belgio.

## Citazione
Maurice Wilmotte giustifica la scelta della giuria che accordò il premio quinquennale a Eekhoud per La nouvelle Carthage (11 marzo 1894):

Se era superiore ai suoi concorrenti per la sua originalità manifesta, egli li uguagliava d'altro canto per la sua tecnica letteraria e la sua alta e ampia comprensione.»
Ciò che caratterizza il Sig. Eekhoud più di ogni altro artista belga, è la sincerità d'impression e le labeur probe di cui le sue opere portano l'inimitabile cachet. Tels ses ouvrages, tel l'homme lui-même.
La religione della sofferenza umana riassume, sembra, le aspirazioni così variées e talvolta così ondoyantes del Sig. Eekhoud. Quest'artista à la patte rude, au verbe mâle e coloré, è anche un sensitivo la cui plume ha delle infinite delicatezze per descrivere les infortunes che si nascondono nell'oscurità indifferente delle città.
Sempre, qualunque sia il suo tema, il Sig. Eekhoud resta l'osservatore sincero, attento e ému, dello stesso popolo e della stessa natura. E quest'osservatore è allo stesso tempo bien personnel: la sua personalità deborda nelle sue opere sotto les ingénieux déguisements di una fiction romanzesca, ma se essa vi si manifesta con un vigore innegabile, elle n'apporte tuttavia avec elle aucun étalage de vanité, aucune affirmation spiacevole d'un moi bouffi e mesquin.
Elle ignora questa psicologia egoista che ramène alla glorification dell'individuo toutes les conquêtes d'un cerveau généreusement dotato. Essa è ampiamente umana e capace della più rara delle abnegazioni.»

## Opere (parziale)
- Myrtes et Cyprès, 1877
- Kermesses, 1881
- Kees Doorik, 1883
- La Nouvelle Carthage, 1888
- Mes communions, 1894
- Escal-Vigor (1899)
- Voyous de velours, 1904-1926
- La danse macabre du Pont de Lucerne, 1920
- Dernières Kermesses, 1920
- Magrice en Flandre ou le buisson des mendiants, 1928
- La faneuse d'amour